# Proscotolemon sauteri
Proscotolemon sauteri – gatunek kosarza z podrzędu Laniatores i rodziny Phalangodidae. Jedyny znany gatunek monotypowego rodzaju Proscotolemon.

## Podgatunki
Wyróżniono dwa podgatunki:
- Proscotolemon sauteri lateens Suzuki, 1973
- Proscotolemon sauteri sauteri Roewer, 1916

## Występowanie
Oba podgatunki są japońskimi endemitami.